# Bescanó
Bescanó település Spanyolországban, Girona tartományban. Bescanó Aiguaviva, Sant Gregori, Salt, Vilablareix, Vilobí d’Onyar, Brunyola, Anglès és Sant Julià del Llor i Bonmatí községekkel határos. Lakosainak száma 5141 fő (2024).

## Népesség
A település népessége az elmúlt években az alábbi módon változott:
| Lakosok száma | 538  | 1987 | 2471 | 2512 | 2788 | 3648 | 4450 | 4874 | 4960 | 5141 |
|               | 1717 | 1887 | 1936 | 1960 | 1986 | 2004 | 2009 | 2014 | 2019 | 2024 |